# Europipe
 (février 2011).
Si vous disposez d'ouvrages ou d'articles de référence ou si vous connaissez des sites web de qualité traitant du thème abordé ici, merci de compléter l'article en donnant les références utiles à sa vérifiabilité et en les liant à la section « Notes et références ».
Europipe  est un groupe allemand fondé en 1991. Il est le premier producteur mondial de gros tubes soudés longitudinalement. Europipe fabrique des tubes de grand diamètre pour le transport de gaz et d’hydrocarbures sur une longue distance et à haute pression, avec une capacité annuelle de 3 000 km soit 1 million de tonnes. Europipe possède plusieurs sites de production à travers le monde : un en Allemagne, un au Brésil, deux aux USA et un en France.

## Historique
À la fin du XIXe siècle, les frères Mannesmann réussissent à fabriquer des tubes d'acier sans soudure en passant par un simple laminage. Le premier pipeline au monde sera posé avec leurs tubes, en 1890, dans le Caucase[réf. nécessaire]. Dès 1970, Mannesmann va être considérée comme étant la première société du secteur de la production en acier à recourir spécifiquement la coulée continue pour la fabrication des tubes de grand diamètre.[réf. nécessaire]
En 1991, la société AG der Dillinger Hütte et la société Mannesmannröhre-Werke AG, ont réuni leur savoir-faire dans le secteur des tubes de grand diamètre pour fonder Europipe.

## Les sites de production
Europipe possède plusieurs sites de production, situés en Europe et outre-Atlantique :
- Mülheim an der Ruhr, Allemagne :

Ce site de production est composé de deux lignes de production de tubes à soudure longitudinale. Une ligne de 18 mètres fonctionne selon le procédé UOE tandis que l’autre ligne de 12 mètres utilise un procédé de cintrage à trois rouleaux. De plus, Müelheim Pipecoatings GmbH, filiale du groupe, prend en charge le revêtement intérieur ainsi que l'isolation extérieure des tubes.
- Panama City, Floride, États-Unis : la société Berg Steel Pipe Corp. d’outre-Atlantique produit des tubes selon le procédé de cintrage à trois rouleaux sur une ligne de 12 mètres. La protection contre la corrosion et le revêtement des tubes est pris en charge par la société eb Pipe Coating Inc.
- Mobile, Alabama, États-Unis :

La société Berg Spiral Pipe Corp. à Mobile fabrique depuis 2008 des tubes en spirale de grand diamètre soudés d'une longueur pouvant atteindre 24 m.
- Vitoria, Serra, Espirito Santo, Brésil :

L’usine Tubos Soldados Atlântico Ltda. d'Espirito Santo, fabrique des tubes en spirale de grand diamètre soudés d'une longueur pouvant atteindre 18 m et avec des diamètres compris entre 406 et 1 422 mm (16" - 56").
En 2011, Europipe fait travailler 1 522 salariés. La production atteint 1,2 Mt et le chiffre d'affaires est de 1,4 Md€.
À la création d'Europipe en 1991, il y avait 2 autres tuberies en France, à Belleville et à Jœuf. Ces 2 tuberies ont fermé respectivement en 1993 et en 2003.

## Le processus de fabrication
Europipe exploite quatre lignes de production de tubes à soudure longitudinale. Le site de production d’Europipe situé en Allemagne, à Mülheim a. d. Ruhr, peut fabriquer des tubes de 12 à 18 mètres. Le site d’Europipe en France, situé à Dunkerque, peut, lui, produire des tubes dont la longueur va jusqu'à 12 mètres. Les tubes sont produits sur les deux lignes de production à l’aide du procédé UOE. Europipe produit également en fonction du procédé de cintrage à trois rouleaux dans les usines de Mülheim a. d. Ruhr et Panama City, aux des États-Unis (Berg Steel Pipe Corp.) sur les lignes de production de 12 mètres.

### Historique du site de Dunkerque
L’usine de Dunkerque fabrique des tubes en acier soudés longitudinalement. Ces tubes sont surtout utilisés pour le transport de gaz et des hydrocarbures à longue distance et sous haute pression. La gamme de fabrication s’étend de 20 pouces (508 mm) à 56 pouces (1 420 mm) pour le diamètre, et de 6 mm à 30 mm pour l’épaisseur, avec une longueur unitaire de 12,50 m, et un poids unitaire variant de 1 à 9 tonnes.
La production journalière oscille entre 3 km et 5 km. La production annuelle moyenne est d’environ 250 000 tonnes en fonction des diamètres et des épaisseurs de tubes fabriqués. Cette production est destinée à 98 % à l’exportation. Europipe Dunkerque représente environ 2,5 à 4,16 % de la production mondiale.
- 1962 : le groupe Vallourec construit une nouvelle usine de tubes soudés à Grande-Synthe ;
- 1963 : les premiers tubes sortent de la chaîne de fabrication ;
- 1985 : rachat par Usinor, le groupe Vallourec est rebaptisé GTS Industries ;
- 1987 : certification ISO 9001 ;
- 1991 : la tuberie devient Europipe, nouvelle société détenue à parts égales par Usino-Sacilor et Mannesmann ;
- 2000 : certification ISO 14001 ;
- 2002 : certification OHSAS 18001 ;
- 2014 : à la suite de l'effondrement du carnet de commandes dû à l'embargo russe et iranien, pays pour lesquels Dunkerque avait des commandes fermes, Europipe décide en septembre 2014, de fermer définitivement le dernier site de fabrication de tube de gros diamètre en France.

À sa fermeture, le site de Dunkerque occupait alors 160 personnes (contre 264 en 2004).

### Historique du site de Jœuf
Pour un article plus général, voir Usine sidérurgique de Jœuf.
- 1959 : la Famille de Wendel co-fonde une usine de production de tubes soudés (par la Société des Profilés et Tubes de l'Est, possédée à 64,5 % par Sacilor[7]) sur le site de l'usine sidérurgique de Jœuf : cette année-là, 509 t sont produites sur un site de 17 ha[8].
- 1978 : l'usine est dans sa configuration d'origine. Elle emploie 330 personnes et a une capacité de 50 000 t/an[9] ;
- 1986 : devient LORTUB Jœuf[9] ;
- 1991 : rejoint le groupe Europipe[9] ;
- 1996 : 115 employés[9] ;
- 2001 : record de production à 100 000 t[9] ;
- 2003 : fermeture[9].